# Denkmalgeschützte Objekte im Bezirk Freistadt
Im Bezirk Freistadt bestehen 354 denkmalgeschützte Objekte. Die unten angeführte Liste führt zu den Gemeindelisten und gibt die Anzahl der Objekte an.
| Gemeindeliste              | Objektanzahl |
| -------------------------- | ------------ |
| Bad Zell                   | 10           |
| Freistadt                  | 163          |
| Grünbach                   | 5            |
| Gutau                      | 14           |
| Hagenberg im Mühlkreis     | 4            |
| Hirschbach im Mühlkreis    | 5            |
| Kaltenberg                 | 1            |
| Kefermarkt                 | 12           |
| Königswiesen               | 7            |
| Lasberg                    | 10           |
| Leopoldschlag              | 14           |
| Liebenau                   | 5            |
| Neumarkt im Mühlkreis      | 7            |
| Pierbach                   | 4            |
| Pregarten                  | 9            |
| Rainbach im Mühlkreis      | 8            |
| Sandl                      | 5            |
| St. Leonhard bei Freistadt | 8            |
| St. Oswald bei Freistadt   | 9            |
| Schönau im Mühlkreis       | 6            |
| Tragwein                   | 13           |
| Unterweißenbach            | 7            |
| Unterweitersdorf           | 0            |
| Waldburg                   | 8            |
| Wartberg ob der Aist       | 6            |
| Weitersfelden              | 7            |
| Windhaag bei Freistadt     | 7            |